# Sikhismus

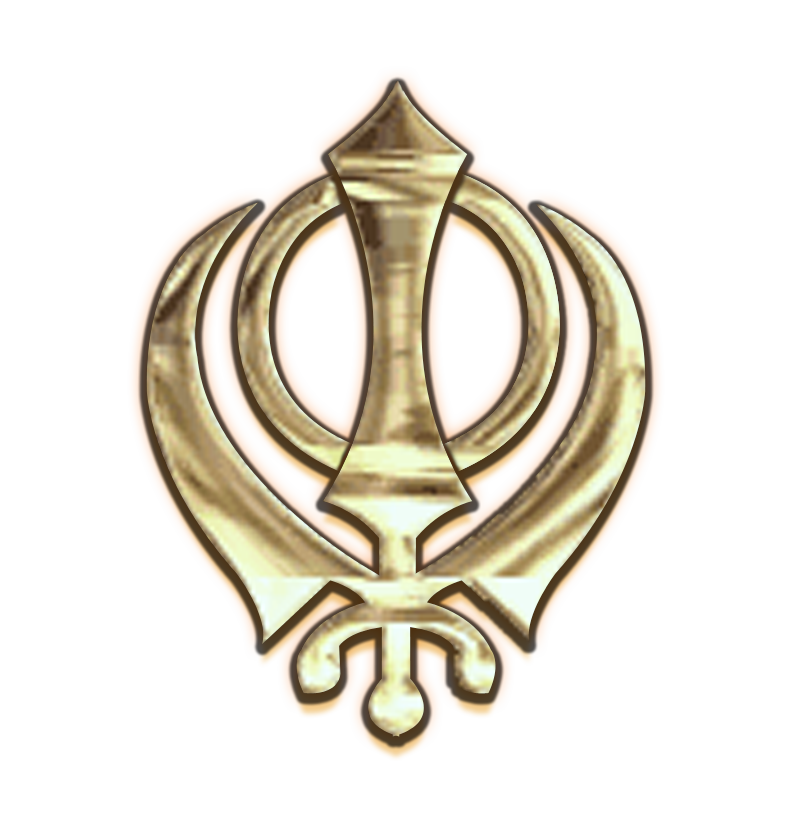
Das Khanda, das religiöse Symbol der Sikhs

Das Ik Onkar, das den zentralen Grundsatz der Einheit Gottes darstellt, ist ein weiteres Symbol des Sikhismus. Es entstammt der Gurmukhi-Schrift.

Die Sikh-Religion (Panjabi ਸਿੱਖੀ sikhī) ist eine im 15. Jahrhundert entstandene monotheistische Religion, die auf den Gründer Guru Nanak Dev zurückgeht. Die im Punjab (Nordwestindien) gegründete Religionsgemeinschaft wird weltweit als Sikhismus bezeichnet und hat heute rund 25 bis 27 Millionen Anhänger, wovon die Mehrheit in Indien lebt.
Die Sikh-Religion betont die Einheit der Schöpfung und verehrt einen gestaltlosen Schöpfergott, der geschlechtsneutral ist. Weitere wesentliche Merkmale sind die Abkehr von sogenanntem Aberglauben und traditionellen religiösen Riten, wie sie zum Beispiel im Hinduismus vorherrschen. Obwohl das Kastensystem den Alltag der Sikhs durchdringt, weil es im indischen Alltag übermächtig ist, wird es abgelehnt. In der religiösen Praxis gibt es verschiedene formale Vorgaben zum Beispiel bezüglich Kleidung, Namensgebung und Auftreten.
Die Sikh-Religion orientiert sich nicht an der Einhaltung religiöser Dogmen, sondern hat das Ziel, religiöse Weisheit für den Alltag nutzbar und praktisch zu machen. Guru Nanak sowie seine neun nachfolgenden Gurus (religiöse Vorbilder/Lehrer) unterstreichen in ihren Einsichten, die schriftlich in dem Werk Sri Guru Granth Sahib überliefert sind, ihr Verständnis, über vorhandene Religionen hinauszugehen, und distanzieren sich inhaltlich von den dominierenden religiösen Traditionen ihres Zeitalters, darunter Buddhismus, Hinduismus und Islam.

## Verbreitung

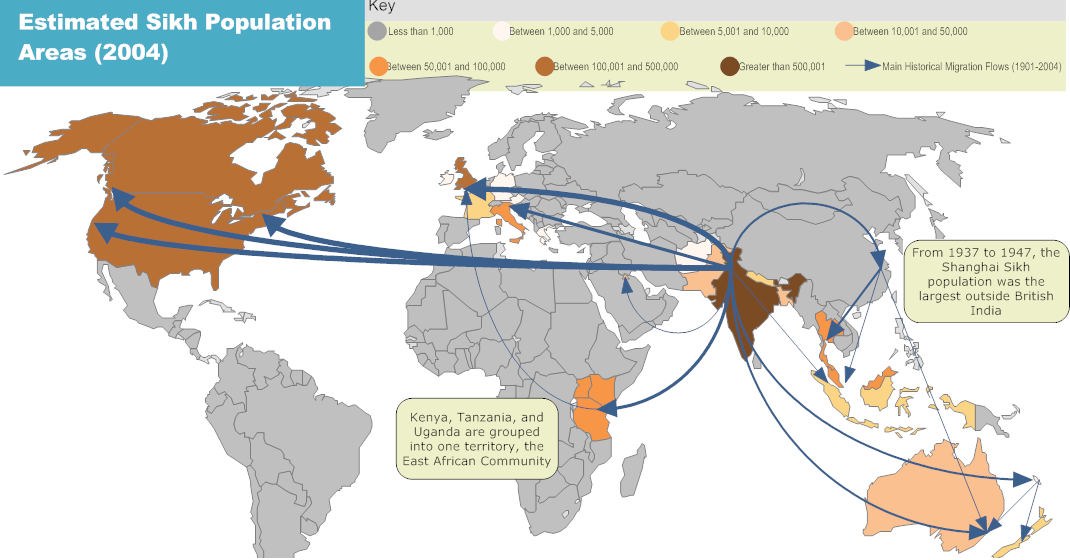
Verbreitung der Sikhs in der Welt

Über 80 Prozent der rund 25 bis 27 Millionen Sikhs (wörtlich Schüler) leben in der indischen Ursprungsregion: in den Bundesstaaten Punjab und Haryana sowie in den Unionsterritorien Delhi und Chandigarh. Von diesen knapp 19 Millionen indischen Sikhs leben 75 Prozent im Bundesstaat Punjab. In Indien bilden Sikhs mit rund zwei Prozent Bevölkerungsanteil die viertgrößte Religionsgemeinschaft des Landes.
In Kanada (rund 770.000 (Stand 2021)), Großbritannien (rund 230.000) sowie in südostasiatischen Staaten, vor allem in Malaysia, Singapur und Thailand, leben zusammengenommen mehr als eine Million Sikhs. In Deutschland leben über 25.000 Sikhs, vor allem in Ballungszentren wie Frankfurt am Main, Köln, Hamburg, München und Stuttgart. In Österreich lebten 2001 knapp 2.800 Sikhs; für 2021 werden sie nicht eigens ausgewiesen. In der Schweiz sind keine genauen Zahlen bekannt, die Zahl wird auf etwa 1000 geschätzt. Zurzeit gibt es in der deutschsprachigen Schweiz drei Gurdwaras (Gebets- und Schulstätten), in Genf ist ein Gurdwara im Entstehen. In Frankreich leben etwa 10.000 Sikhs, fast alle im Großraum Paris. In Italien wird ihre Zahl auf etwa 40.000 bis 70.000 geschätzt, vor allem in den Regionen Lombardei und Emilia-Romagna, wo sie eine wichtige Rolle bei der Herstellung von Parmesan spielen. Im Gegensatz zu Großbritannien, Kanada und den USA, wo Sikhs weithin bekannt sind und auch wichtige staatliche Ämter bekleiden, sind sie in Mitteleuropa aufgrund ihrer relativ geringen Zahl eher unbekannt. In Essen kam es 2016 zu einem Sprengstoffanschlag durch zwei als salafistisch eingestufte Jugendliche auf das Gebetshaus der Sikh-Gemeinde Gurdwara Nanaksar.

## Religiöse Praxis

### Erscheinungsbild

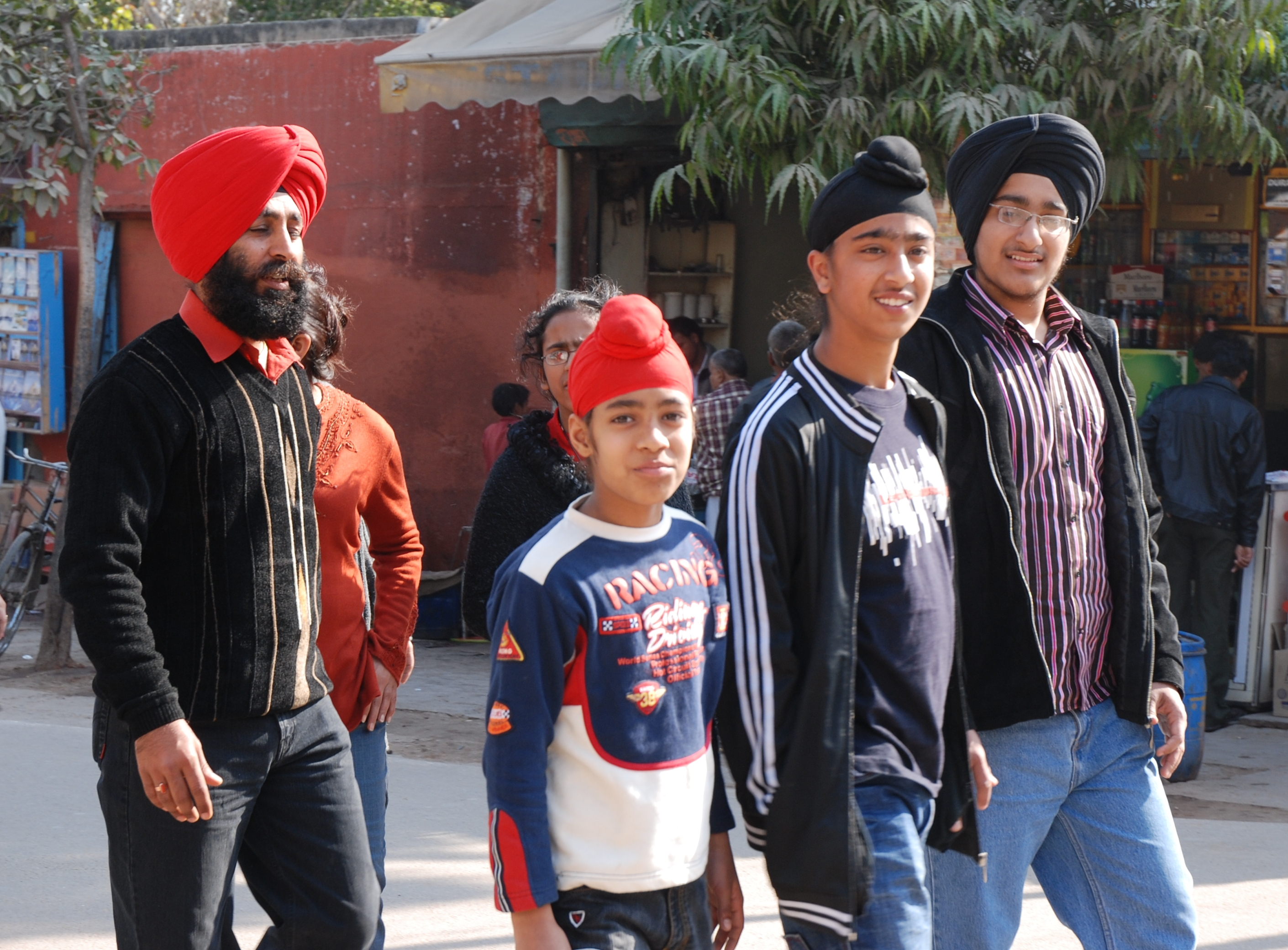
Sikh-Familie: Der Vater und der ältere Sohn tragen den traditionellen Turban, die jüngeren Söhne den für Jungen üblichen „Patka“, der aus einem Stück Stoff besteht.

Praktizierende Sikhs, vor allem männliche Religionsanhänger, erkennt man an einem kunstvoll gebundenen Turban (Dastar). Die Kopfbedeckung samt ungeschnittenem Haar – eine Tradition, die zu Zeiten der Gurus fortschreitend an Bedeutung gewann – drückt entsprechend dem Selbstverständnis der Sikhs Weltzugewandtheit, Nobilität und Respekt vor der Schöpfung aus. Der Turban soll zu jeder Zeit und an jedem Ort getragen werden. Im Alter zwischen 12 und 16 Jahren bekommen die Jungen in der Dastar-bandi-Zeremonie im Gurdwara ihren ersten Turban überreicht. Manche Sikh-Frauen, besonders in England, tragen ebenfalls einen Dastar.

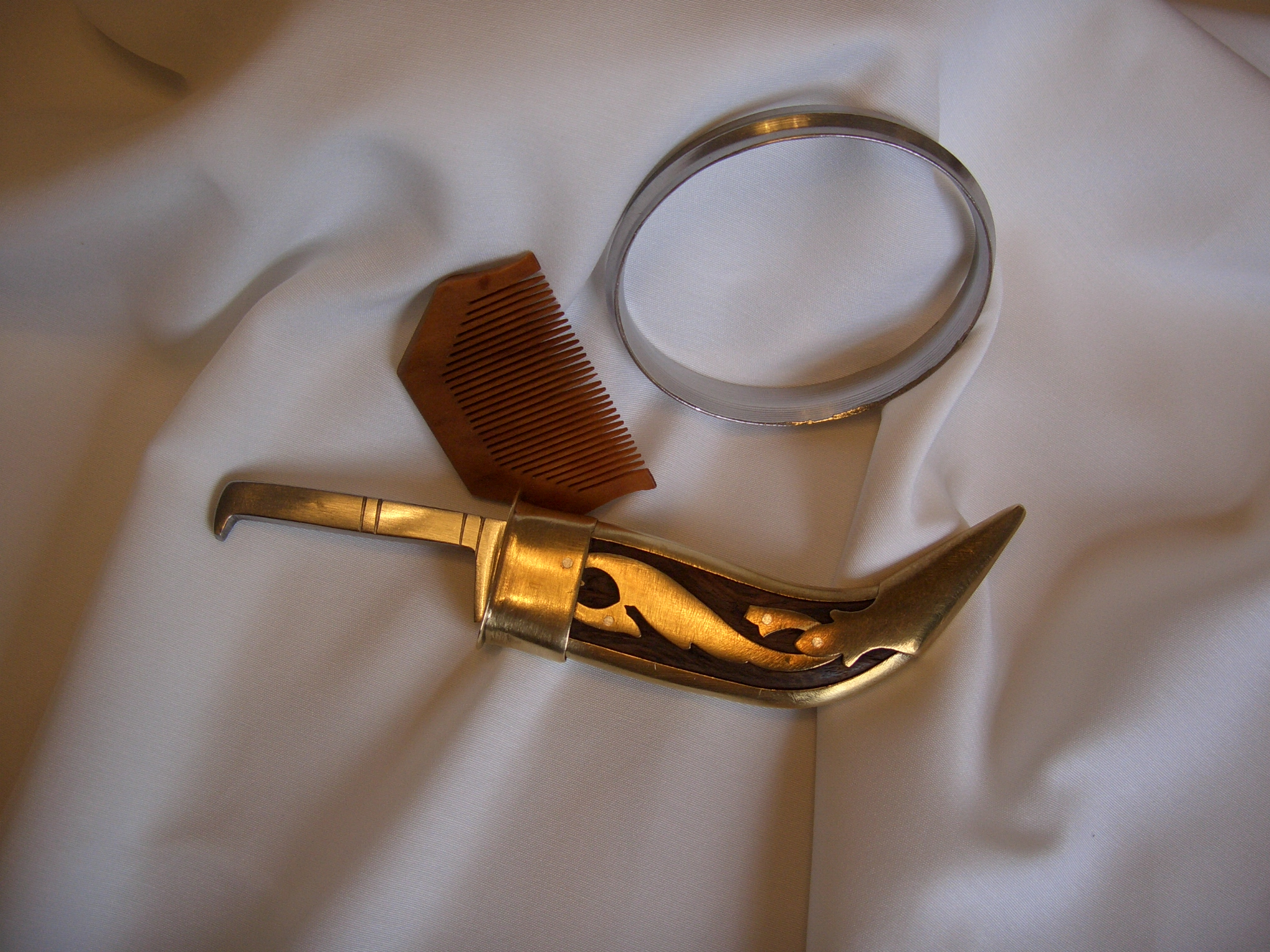
Kara (Armreif), Kangha (Kamm) und Kirpan (Dolch)

Sikhs, die sich in die Bruderschaft des Khalsa Panths initiieren lassen, heißen Amritdharis und tragen die fünf Ks.
- Kesh (ungeschnittenes, gepflegtes Haar): Abgrenzung von asketischen Traditionen, Respektsbekundung für die Schöpfung, d. h. ein Sikh lehnt sich nicht gegen die Naturgesetze auf, die Gott erschuf.
- Kangha (Holzkamm): Er wird für die Haarpflege genutzt und zeigt die Bedeutung von Disziplin und Reinheit der Sikhs.[15]
- Kirpan (Dolch/Schwert): Als Zeichen dafür, dass Sikhs Schwache und Unschuldige verteidigen.
- Kara (eiserner Armreif): Der Reif symbolisiert die Hingabe an die Anweisungen des 10. Gurus und erinnert den Khalsa daran, in ewiger Verbundenheit zu Gott zu bleiben und mit dieser Hand nichts Unrechtes zu tun, wie z. B. zu stehlen.[16]
- Kachera (eine knielange Unterhose) gilt als Zeichen der ehelichen Treue und Kontrolle von Lust (Kaam).

### Namensgebung
Sikhs tragen in der Regel denselben Nachnamen. Als Ausdruck von Brüderlichkeit tragen Sikh-Männer den gemeinsamen Nachnamen Singh (Löwe), Frauen haben den Nachnamen Kaur (Prinzessin; grammatikalisch richtig: Prinz). Die Namensgebung wurde von Guru Gobind Singh im 17. Jahrhundert eingeführt.
Die Verwendung der gleichen Namen soll einen Kontrapunkt zu der in Indien verbreiteten sozialen Hierarchisierung (das Kastenwesen) darstellen, die sich in den Nachnamen zeigt. Dennoch verwenden die meisten Sikhs einen Nachnamen, zum Beispiel den ihrer Vorfahren oder ihres Herkunftsortes; zuweilen stellen sie ihren Beruf vor den Namen oder verwenden als getaufte Sikhs den Zunamen Khalsa.
Männliche Sikhs werden mit Sardar oder dem eher ländlichen Bhaiji oder Bhai Sahib („Bruder“) angesprochen, weibliche mit Sardarni, Bibiji („Frau“) oder Bhainji („Schwester“).

### Gurdwara

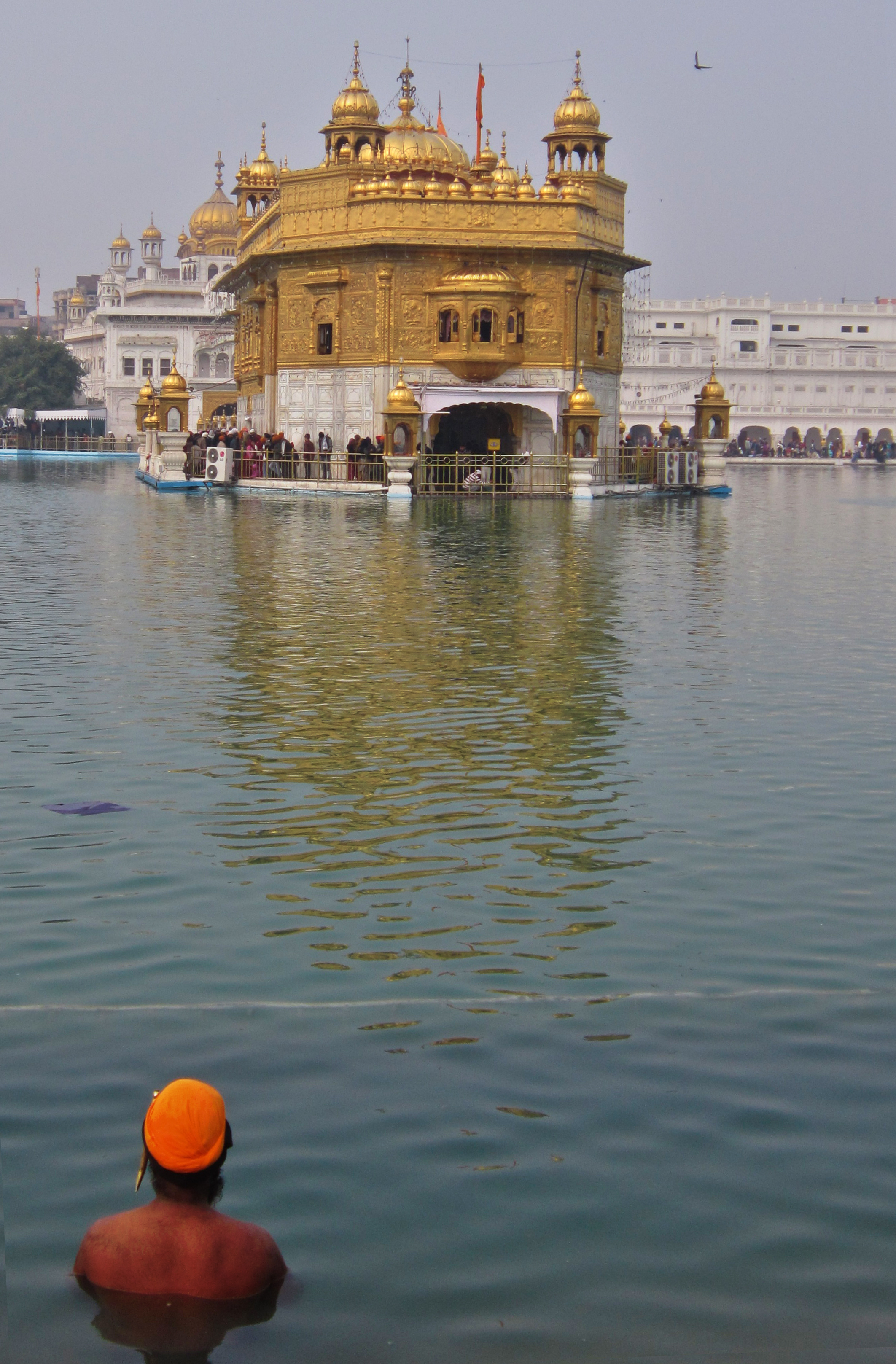
Der Goldene Tempel in Amritsar, Indien

Ein Gurdwara („Tor zum Guru“) ist ein Tempel der Sikh. Gurdwaras werden errichtet, wo die Anzahl der Sikhs es rechtfertigt, einen solchen zu bauen. In Gurdwaras beten die Sikh und halten Gebetsgesänge (shabad kirtan) ab. Gurdwaras stehen allen Menschen unabhängig von ihrer Konfession offen. So weisen z. B. im bekanntesten Tempel, dem Goldenen Tempel von Amritsar, vier Eingänge in die vier Himmelsrichtungen, um zu zeigen, dass die Sikhs allen Menschen offen gegenüberstehen und sie in ihrem Tempel willkommen heißen.
Jeder, der einen Gurdwara betritt, ist zum Tragen einer Kopfbedeckung verpflichtet. Dagegen ist eine Verbeugung vor dem Altar, auf dem der Guru Granth Sahib aufbewahrt wird, keine allgemeine Pflicht, sondern drückt nur die Ehrerbietung gegenüber den Gurus aus. In den meisten Gurdwaras ist vor dem Altar ein Opferstock angebracht. Eine Spende einzuwerfen ist üblich, jedoch keineswegs Pflicht. Das Geld wird kurz vor der Verbeugung eingeworfen, der Betrag ist frei wählbar. Manche große Gurdwaras sind rund um die Uhr zugänglich. Getrennt wird der Gurdwara in Bereiche für Männer und Frauen, wobei kleine Kinder sich meistens bei ihren Müttern befinden. Trotzdem ist es gestattet, sich auf die Seite des anderen Geschlechtes zu setzen. Gesessen wird im Schneidersitz und auf dem Boden.
Morgens, mittags und abends findet ein gemeinsames vegetarisches Mahl statt, das Langar. Es wird durch die Spenden finanziert und von ehrenamtlich arbeitenden Sikhs zubereitet. Hauptbestandteile eines solchen Langars sind meistens die Linsensuppe Dal, die oft Speise der Armen ist und daher die Gleichheit aller Menschen betont, und Chapati roti, manchmal auch Reis und Sabji, Mischgemüse.
Während der Gottesdienste wird aus dem Siri Guru Granth Sahib vorgelesen. Das heilige Buch der Sikhs (vormals Adi Granth) ist die höchste Instanz und wird als der ewige Guru verehrt. Es enthält Lieder, Hymnen und Gedichte. Schriftvorlesungen werden von einem „Granthi“ vorgenommen, der die heiligen Texte ausgiebig studiert hat. Grundsätzlich kann jeder Sikh, Mann oder Frau, als Granthi wirken.

### Ernährungsgewohnheiten
Fleischverzehr wird in der Sikh-Religion kontrovers diskutiert. Es gibt sowohl Sikhs, die Fleisch verzehren, als auch Vegetarier. Abgelehnt wird der Verzehr des Fleisches eines rituell getöteten Tieres, also Halāl-Fleisch und koscheres Fleisch.
Im Sikh Rehat Maryada, dem Code der Verhaltensnormen, sind Tabak (den Guru Gobind Singh als „jagat jhoot“, die Lüge der Welt, bezeichnete), alkoholische Getränke und andere Drogen, die den Geist beeinflussen, untersagt.

### Materielle Bedürfnisse
Im Gegensatz zum Hinduismus akzeptieren Sikhs die Bedeutung materieller Bedürfnisse und deren Befriedigung. Sie lehnen die Askese entschieden ab. Vielmehr gilt ehrliche Arbeit als ein Weg zur Erlösung. Brüderlichkeit, auch mit Nichtgläubigen, gehört zu den Grundsätzen des Sikhismus, weshalb der Ertrag ihrer Arbeit mit anderen geteilt werden soll.
„Nur der allein, Oh Nanak, kennt den Weg,
der arbeitet im Schweiße seines Angesichts
und dann teilt mit all den anderen.“ (Guru Granth, S. 1245)
Persönlicher Reichtum ist für das geistliche Leben eines Sikhs dennoch kein Hindernis. Religionslehrer predigen ihren Anhängern, dass sie ein normales Leben führen sollen, was für Sikhs auch Reichtum beinhalten kann. Neben dem Streben nach Wohlstand steht die Sikh-Religion auch dem Streben nach Ansehen nicht im Weg, es wird sogar gesagt:
„Ein Sikh muss anderen ein Beispiel geben; er soll ein besserer Bauer, ein besserer Geschäftsmann und ein besserer Beamter sein.“ (Gobind Singh Mansukhani: Introduction to Sikhism)

## Der Guru Granth Sahib
Die Lebensweise der Sikhs ist in den Schriften der Begründer verwurzelt. Die gesammelten Schriften der Gurus sowie der Heiligen aus Nord-Indien wird Guru Granth Sahib genannt. Das Werk wird von Sikhs als ewiger Guru angesehen, da es das spirituelle Vermächtnis der zehn Sikh-Gurus darstellt. Granth kommt von dem Sanskrit-Wort grantha, zu Deutsch „Buch“. Das Wort Sahib (Herr) drückt die große Wertschätzung aus. Das Werk, geschrieben in der von den Gurus entwickelten Schrift Gurmukhi, setzt sich aus ausführlichen Niederlegungen der ersten fünf Gurus, des neunten Gurus sowie der „Bhagats“ – Heilige und Weise verschiedener sozialer Herkunft – zusammen. Die Schriften wurden von Guru Arjan, dem fünften Guru, im Jahre 1604 in dem Werk Adi Granth zusammengetragen. Später ergänzte der zehnte Guru, Guru Gobind Singh, das Werk mit den Schriften des 9. Gurus. Das Werk ist seither als Guru Granth Sahib bekannt. Ihm wird seit 1708 die Autorität und Würde des Gurus zugesprochen.
Außergewöhnlich an diesem Werk ist die Einbeziehung verschiedener Sprachen – unter anderem Panjabi, Hindi und Braj – sowie Verse diverser Bhagats, darunter Kabir und Ravidas. Die Verwendung verschiedener Sprachen und Verse Heiliger unterschiedlichster Herkunft sollen den religionsübergreifenden Charakter der Sikh-Religion betonen. Die Originalschrift, die in der heutigen Standardausgabe 1430 Seiten umfasst, basiert auf einer sorgfältig ausgearbeiteten Systematik: einem ausgefeilten, speziell für die Schrift entwickelten grammatikalischen System. Die Inhalte sind nach Autoren, Themen und Melodiefolgen geordnet. Die Hymnen des Guru Granth Sahib sind in 31 Kapitel eingeteilt, denen jeweils für den musikalischen Vortrag ein rag zugeordnet ist. Dieser rag ist eine modale Tonfolge, die sich an einem Raga der klassischen indischen Musik orientiert. Die Musikinstrumente, mit denen die zur Gattung kirtan gezählten Hymnengesänge begleitet werden, stammen teilweise aus der indischen Volksmusik. Zu ihnen gehören die von Dhadis verwendete kleine Sanduhrtrommel dhadd und die Streichlaute sarangi, ansonsten die Fasstrommel dholak und das zangenförmige Schlaginstrument chimta.

## Religiöse Überzeugungen
Die religiösen Einsichten der Sikh-Religion sind im Guru Granth Sahib in metaphorischer Poesie festgehalten. Fortwährendes Gottvertrauen sowie die Verinnerlichung und das Leben spiritueller Weisheit im Alltag, das Praktizieren der drei Grundprinzipien Guru Nanak Dev: Naam Japo/Naam Simran (Rezitation/Chanten und die Meditation auf Naam, der göttlichen Substanz und Namen Gottes Waheguru), Kirat Karo: Arbeite hart und aufrichtig, Wand Chakko: Teile mit anderen (den weniger Begünstigten der Gesellschaft), stehen im Mittelpunkt.

### Glaubensbekenntnis
Die Sikhs glauben an den einen höchsten Gott, der weder männlich noch weiblich ist. Der Guru Granth Sahib, das Heilige Buch, beginnt mit dem „Mul Mantar“, d. h. „Wurzel-Mantra.“ Es ist das Glaubensbekenntnis:
| ੴ                      | Ein Gott!                                                             |
| ਸਤਿ ਨਾਮੁ                  | Sein Name ist die Wahrheit (Er ist wahr)                              |
| ਕਰਤਾ ਪੁਰਖੁ                | Er ist der Schöpfer                                                   |
| ਨਿਰਭਉ                   | Ohne Furcht                                                           |
| ਨਿਰਵੈਰੁ                   | Ohne Hass                                                             |
| ਅਕਾਲ ਮੂਰਤਿ                | Er ist unsterblich                                                    |
| ਅਜੂਨੀ ਸੈਭੰ                 | Ohne Geburt und Tod                                                   |
| ਗੁਰ ਪ੍ਰਸਾਦਿ ॥              | Offenbart durch den wahren Guru                                       |
| ॥ ਜਪੁ ॥                 | Singen und Meditieren, Beten                                          |
| ਆਦਿ ਸਚੁ ਜੁਗਾਦਿ ਸਚੁ ॥         | Wahr im Beginn. Wahr durch alle Zeiten.                               |
| ਹੈ ਭੀ ਸਚੁ ਨਾਨਕ ਹੋਸੀ ਭੀ ਸਚੁ ॥੧॥ | Wahr hier und jetzt. Guru Nanak sagt, er wird für immer wahr bleiben. |

### Schöpfungsverständnis
Das Wesen der Schöpfung ist nach Überzeugung der Sikh-Religion unergründlich. Das Universum, das sich gemäß dem Evolutionsprinzip fortwährend weiterentwickelt, wird als unermesslich angesehen. Der Wille der Schöpfung manifestiert sich in den Grundgesetzen der Natur. Der Schöpfer wird als bedingungslos liebend, unendlich, unfassbar, feindlos, namenlos, geschlechtslos – daher auch die Verwendung „Mutter“ für die „Schöpferin“ – und formlos beschrieben. Sie vereint drei wesentliche Naturen: Transzendenz, Immanenz und Omnipräsenz. Da der Schöpfung demnach das Göttliche innewohnt, wird sie als durchgängig beseelt und gleichermaßen heilig angesehen. Die wiederholte Verwendung scheinbar unvereinbarer Aussagen soll die schwer zu durchschauende Natur der Schöpfung verdeutlichen: „Hast tausend Augen und hast doch kein einziges, hast tausend Gestalten und doch keine einzige“.

### Leben nach dem Tod
Sikhs glauben, dass Menschen und Tiere eine Seele haben, die in verschiedene Lebensformen wiedergeboren werden kann. Die Seele kann einige Lebensformen durchlaufen, bis sie die des Menschen (die höchste Stufe der Bewusstseinswahrnehmung) erreicht hat. Die Wiedergeburt (Reinkarnation) ist ein leidvoller Kreislauf, da die Seele viele Male den Verlust z. B. der Eltern, der eigenen Familie und des eigenen Körpers ertragen musste.
Die Bestimmung des Menschen ist es, aus dem Kreislauf der Wiedergeburt zu entkommen und die Seele mit Gott eins werden zu lassen, indem man dem Weg der Gurus folgt und die vollkommene Erleuchtung erlangt. Nach Guru Nanak ist es jedoch sinnlos, sich mit Vergangenheit zu beschäftigen. Es zählt nur das Hier und Jetzt. Nanak verurteilt so die Yogis, die Tage und Nächte damit verbracht haben, darüber nachzudenken, was sie werden bzw. waren.

### Lebenseinstellung
Der Sikhismus geht davon aus, dass jede Tat und jeder Gedanke eine Konsequenz hat, und postuliert ein Naturgesetz von Ursache und Wirkung (siehe auch Karma). Ein zentrales Thema ist die Überwindung des Egoismus. Laut den Religionsgründern ist das Haupthindernis für inneren und sozialen Frieden das Hängen am eigenen Ich und an weltlichen Dingen (Maya).
Innerer Frieden, auch Mukti („Erlösung“) genannt, könne durch ein erwachtes und aufgeklärtes Bewusstsein erreicht werden, welches das Gefühl des Getrenntseins von allem Existierenden als Illusion durchschaut. Erlösung bezieht sich dabei auf das Erleben der schöpferischen Einheit zu Lebzeiten eines Menschen. Um ein erwachtes Bewusstsein zu entwickeln, ist laut Guru Granth Sahib die Nutzung von Urweisheiten, die dem Menschen potenziell innewohnen, essenziell. Ein Leben, das sich an diesen Weisheiten ausrichtet, zeichne sich durch eine ganzheitliche Lebensführung aus, die von fortwährender Verbundenheit mit der Schöpfung, innerer Zufriedenheit und Bemühen um menschlichen Fortschritt geprägt sei. Diese Haltung wird auch mit dem Wort „Meditation“ ausgedrückt.

### Tugenden
Es wird daher größter Wert auf eine tugendhafte Lebensführung gelegt. Als Eckpfeiler des Sikh-Seins gelten ein sozial ausgerichtetes Familienleben, der ehrliche Verdienst des Lebensunterhaltes sowie lebenslange spirituelle Entwicklung. Der Dienst an Mitmenschen sowie das Bemühen um Beseitigung sozialer Ungerechtigkeiten werden als wichtige Form der Gotteshingabe angesehen. Frauen und Männer haben gleiche Rechte und Pflichten.
Jeder Mensch hat das Potenzial, das Göttliche direkt in sich selbst und im Alltag mit anderen zu erfahren. Abgelehnt werden deshalb Rituale, Pilgerfahrten, Aberglaube, Okkultismus, Asketentum, religiöses Spezialistentum – wozu auch Priester gerechnet werden –, das Mönchs- und Nonnentum sowie Mittler zwischen dem Menschen und dem Schöpfer.

## Geschichte

### Die Zeit der Gurus

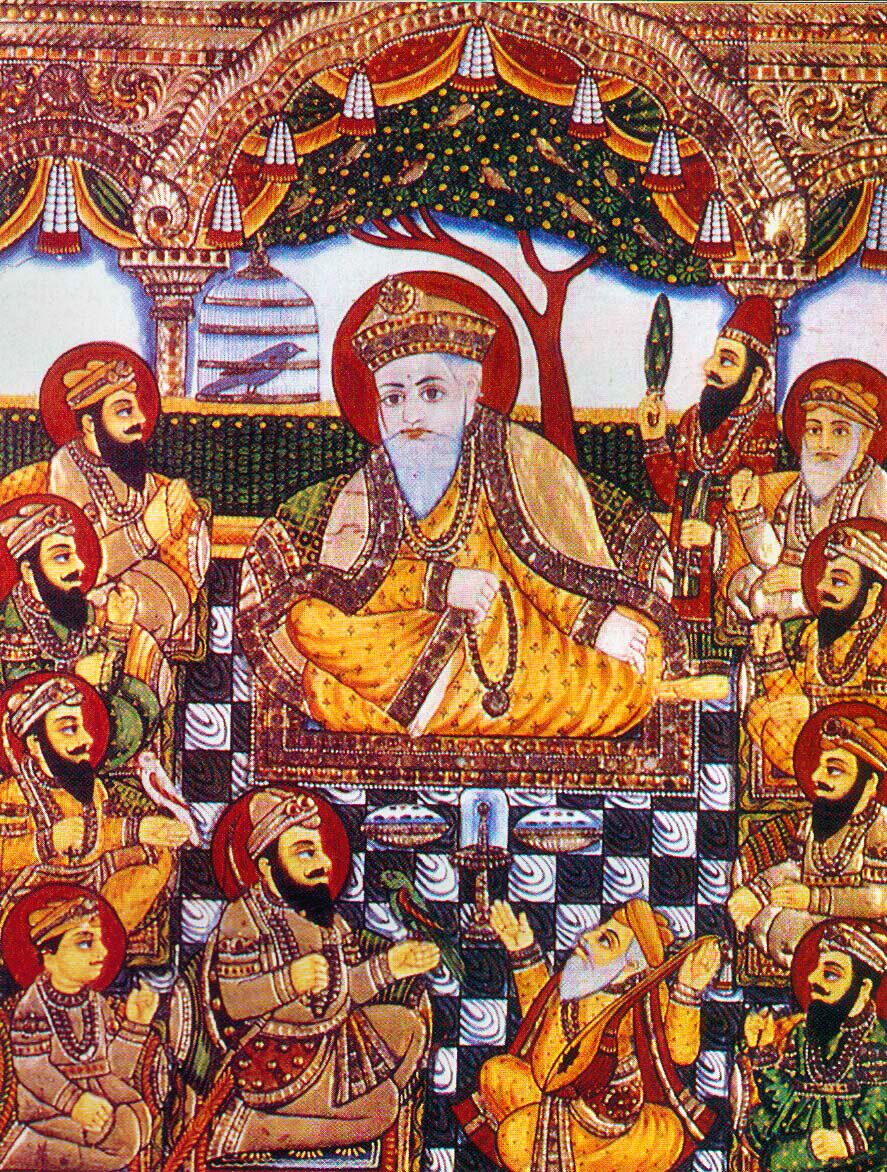
Ein seltenes Gemälde im Tanjore-Stil aus dem späten 19. Jahrhundert; dargestellt sind die zehn Gurus sowie Bhai Bala und Bhai Mardana

Der Begründer Guru Nanak wurde 1469 in Talwandi, im heutigen Nankana Sahib in Pakistan, geboren. Der junge Nanak befasste sich schon früh mit Grundfragen des Lebens. Bereits während seiner Schulzeit, in der er mit ausgezeichneten Leistungen auffiel, distanzierte er sich öffentlich von den bestehenden religiösen Traditionen, wie z. B. dem brahmanischen Initiationsritual der „Heiligen Schnur“. Er hinterfragte die Sinnhaftigkeit verbreiteter religiöser Praktiken, Dogmen, die Autorität bestehender religiöser Schriften (u. a. Simrats und Veden) sowie die Hierarchisierung der Gesellschaft in Kasten. Guru Nanak, Vater von zwei Kindern, begab sich nach verschiedenen Anstellungen bei der lokalen Stadtverwaltung mit nicht ganz vierzig Jahren auf ausgedehnte Reisen. Die Hagiografien berichten von Besuchen in Mekka, dem heutigen Irak, Afghanistan und Europa. Der Religionsgründer konnte zahlreiche Menschen für seine Botschaft der universellen Brüderlichkeit gewinnen. Gegen Ende seines Lebens gründete Guru Nanak mit zahlreichen Schülern die Stadt Kartarpur im heutigen pakistanischen Teil des Punjabs und lebte dort bis zu seinem Tode. Er trug einem seiner Nachfolger Guru Angad Dev auf, seine Vision und Lehre fortzuführen. Guru Nanak folgen neun Sikh Gurus.
Der Wirkungszeitraum der zehn Gurus im Überblick:
| Guru              | Leben     |
| ----------------- | --------- |
| Guru Nanak Dev    | 1469–1539 |
| Guru Angad Dev    | 1504–1552 |
| Guru Amar Das     | 1479–1574 |
| Guru Ram Das      | 1534–1581 |
| Guru Arjan Dev    | 1563–1606 |
| Guru Har Gobind   | 1595–1644 |
| Guru Har Rai      | 1630–1661 |
| Guru Har Krishan  | 1656–1664 |
| Guru Tegh Bahadur | 1621–1675 |
| Guru Gobind Singh | 1666–1708 |

Die Sikhs entwickelten sich unter der Führung der zehn Gurus zunehmend zu einer religiösen und später auch zu einer politischen Macht in Nord-Indien. Die Bewegung der Sikhs fiel unter anderem dadurch auf, dass sie bestehende religiöse Traditionen und Riten kritisch hinterfragte, das brahmanische Kastenwesen ablehnte, Frauen eine gleichberechtigte Stellung in der Gesellschaft zusprach, religionsübergreifende Unterweisung und Freiküchen anbot, Landreformen durchführte und eigene Münzen prägte. Die Betonung religiöser wie politischer Souveränität wurde zusehends kritisch beäugt.
Die bis dahin weitgehend ungestörte Entwicklung der jungen Religion fand mit dem Tode des liberalen Mogulkaisers Akbar I. 1605 ein Ende. Sein Nachfolger Jahangir (1569–1627) leitete eine Ära der Gewalt gegenüber Andersgläubigen ein. Davon waren auch die Sikhs betroffen. 1606 wurde der fünfte Guru, Guru Arjan, auf Befehl von Jahangir zu Tode gefoltert; ein Grund lag in der Bewertung des Aad Granth als blasphemisch. Der nachfolgende Guru Har Gobind betonte daraufhin die Notwendigkeit, sich gegen religiöse und politische Intoleranz zur Wehr zu setzen. Die Sikhs bauten unter seiner Führung ihre Streitkräfte weiter aus. 1675 wurde der neunte Guru von den Machthabern in Delhi hingerichtet. Guru Gobind Rai, der sich nach der Gründung der Khalsa-Bruderschaft Gobind Singh nannte, übernahm als letzter menschlicher Guru die Guruwürde. Er war, wie bereits einige Gurus zuvor, in zahlreiche Verteidigungsschlachten gegen lokale Machthaber und Bergfürsten involviert. Während seiner Guruschaft gingen zahlreiche wichtige Originalschriften verloren.
Guru Gobind Singh gründete um 1699 die Bruderschaft Khalsa, die es sich laut Überlieferung zur Aufgabe machte, gegen Tyrannei und religiöse Intoleranz vorzugehen. Als Ausdruck ständiger Einsatzbereitschaft verpflichteten sich die Mitglieder, fünf Kakars zu tragen. Einen weiteren bis heute spürbaren Einfluss hatte darüber hinaus die Etablierung des Repräsentationsmodells der „Panj Piare“. Um Alleingängen einzelner Mitglieder vorzubeugen, sollten wichtigen Institutionen fortan fünf Sikh-Männer oder Sikh-Frauen vorstehen, die sich durch besondere Tugendhaftigkeit auszeichneten. Historisch blieb unklar, was genau sich am Gründungstag abspielte. Die vorliegenden Quellen berichten übereinstimmend von der Gründung des Khalsa, der Initiation tausender Sikhs und der damit verbundenen neuen Namensgebung (Singh und Kaur). Die Beschreibungen der Umstände widersprechen sich jedoch in den Details.

### Die Zeit nach den Gurus
Nachdem der zehnte Guru 1708 durch ein Attentat gestorben war, verstärkten sich die Unruhen in Nordindien. Die Gemeinschaft der Sikhs verlor zusehends ihre Dynamik. Die von den Gurus eingeleiteten Reformen wurden nur vereinzelt weitergeführt und die von ihnen begründete Lebensweise verlor durch fortwährende Kriegswirren an Bedeutung. Ahmad Schah Durrani fiel mehrere Male in Nordindien ein. Dabei starben mehrere zehntausend Sikhs, da sie als religiöse Minderheit verfolgt wurden. Sie waren teilweise gezwungen, im Untergrund zu leben. Die Sikhs erholten sich in den nachfolgenden Jahrzehnten nur langsam von den Kriegswirren.
Der einer Sikh-Familie entstammende Ranjit Singh nutzte die Uneinigkeit der Herrscher von Lahore, stürmte die Stadt und wurde 1799 Herrscher des Punjabs. Nach seinem Tod 1839 zerfiel das Reich rasch. Nach dem Ersten und Zweiten Sikh-Krieg wurde der Punjab 1849 von den Briten annektiert.
Im Jahre 1873 formten die Sikhs die zivilgesellschaftliche Singh-Sabha-Bewegung. Diese hatte zum Ziel, die Sikh-Gemeinschaft wieder mit den Lehren der Gurus vertraut zu machen. Die Singh-Sabha-Bewegung strebte zudem danach, die Hoheit über die historischen Gurdwaras zurückzuerlangen, die sich seit den machtpolitischen Wirren mehrheitlich unter der Kontrolle brahmanischer Priester (Mahants) befanden. Zum Teil arbeiteten sie eng mit der britischen Kolonialmacht zusammen. Die Mitglieder der Singh Sabha, die vor allem einer gebildeten Schicht entstammten, veröffentlichten zahlreiche Schriften über die Lehren der Gurus sowie die Geschichte der Sikhs. Es bildeten sich zudem erste religiöse sowie politische Gruppierungen, darunter das um 1920 gegründete und bis heute einflussreiche Shiromani Gurdwara Parbandhak Committee in Amritsar und die Partei Akali Dal. Mitglieder der Singh Sabha waren federführend bei der Erarbeitung eines Verhaltenskodex für die Sikh-Gemeinschaft. Der Kodex, der nach langwierigen Verhandlungen mit Vertretern unterschiedlicher Sikh-Gruppen in einer Kompromissversion verabschiedet wurde, stellt einen Meilenstein der Institutionalisierung der Sikh-Religion dar.

### Die Sikhs nach der Unabhängigkeit Indiens
Am 15. August 1947 entließ Großbritannien Indien in die Unabhängigkeit. Die ehemalige Kolonie und auch der Punjab wurde geteilt, der Staat Pakistan gegründet. Es entstanden ein pakistanischer und ein indischer Punjab. Millionen von Menschen, darunter viele Sikhs, mussten von dem pakistanischen in den indischen Teil umsiedeln. Während der Unabhängigkeitsbestrebungen kam es zu Unruhen, bei denen viele Menschen starben. Nach der Unabhängigkeit entstanden zusehends politische Spannungen zwischen der hinduistisch geprägten Zentralregierung und religiösen Minderheiten, auch mit den Sikhs. Unter Premierministerin Indira Gandhi wurde den Sikhs 1966 nach zahlreichen politischen Protesten die Punjabi-Suba, eine eigene Sprachprovinz, zugestanden. Die von Hindus dominierten Gebiete wurden abgetrennt und in dem neu gegründeten Bundesstaat Haryana zusammengeschlossen. 1973 verabschiedeten Sikh-Führer die Anandpur Sahib Resolution. Darin forderten sie die Anerkennung Chandigarhs als alleinige Hauptstadt des Punjabs, stärkere politische Autonomie sowie eine Überarbeitung des Artikels 25 der indischen Verfassung, der die Sikhs und andere religiöse Minderheiten entgegen ihrem Selbstverständnis der Kategorie Hindu zuschreibt.
In den 1980er Jahren kam es zu politischen und dann zu gewalttätigen Auseinandersetzungen zwischen der indischen Regierung und Sikh-Gruppierungen, die weitreichende Autonomie für den Punjab sowie die Wahrung der Menschenrechte und mehr Religionsfreiheit einforderten. Unter den Sikhs bildete sich eine Gruppe um Bhindranwale; sie setzte sich vehement für eine stärkere Autonomie ein und legitimierte den Gebrauch von Waffengewalt zu Verteidigungszwecken. Die Gruppe verlagerte im Zuge des schwelenden Konflikts ihr Hauptquartier in den Komplex des Darbar Sahib innerhalb des Harimandir Sahib, des „Goldenen Tempels“. Die Zentralregierung übernahm daraufhin die Kontrolle über den Punjab und verhängte eine Nachrichtensperre.
Nach erfolglosen Verhandlungen wurde das heutige religiöse Zentrum der Sikhs, der Harimandir Sahib in Amritsar, am 3. Juni 1984 – einem hohen Feiertag der Sikhs – von indischen Truppen gestürmt (Operation Blue Star). Nach Angaben der indischen Armee starben mehrere hundert Sikhs und 83 indische Soldaten. Die Opferzahlen sind jedoch umstritten, teilweise werden wesentlich höhere Zahlen angegeben, von Sikh-Seite bis zu 5000.
Am 31. Oktober 1984 wurde Premierministerin Indira Gandhi von zwei Sikh-Leibgardisten, Satwant Singh und Beant Singh, erschossen. In Delhi und im Punjab fanden daraufhin Pogrome statt, denen tausende Sikhs zum Opfer fielen. Die Autonomiebewegung wurde in den Folgejahren mit militärischer Gewalt durch die Zentralregierung zerschlagen. Menschenrechtsorganisationen beklagten regelmäßige Menschenrechtsverletzungen, Folter und Polizeiwillkür. Die Aufarbeitung der Unruhen durch Human Right Wing beispielsweise brachte Funde systematischer Verfolgung von Sikhs zu Tage: Mehrere zehntausend Leichen getöteter Sikhs wurden in Massengräbern gefunden. Viele Sikhs verließen während dieser Zeit ihre Heimat und siedelten sich im Westen an.

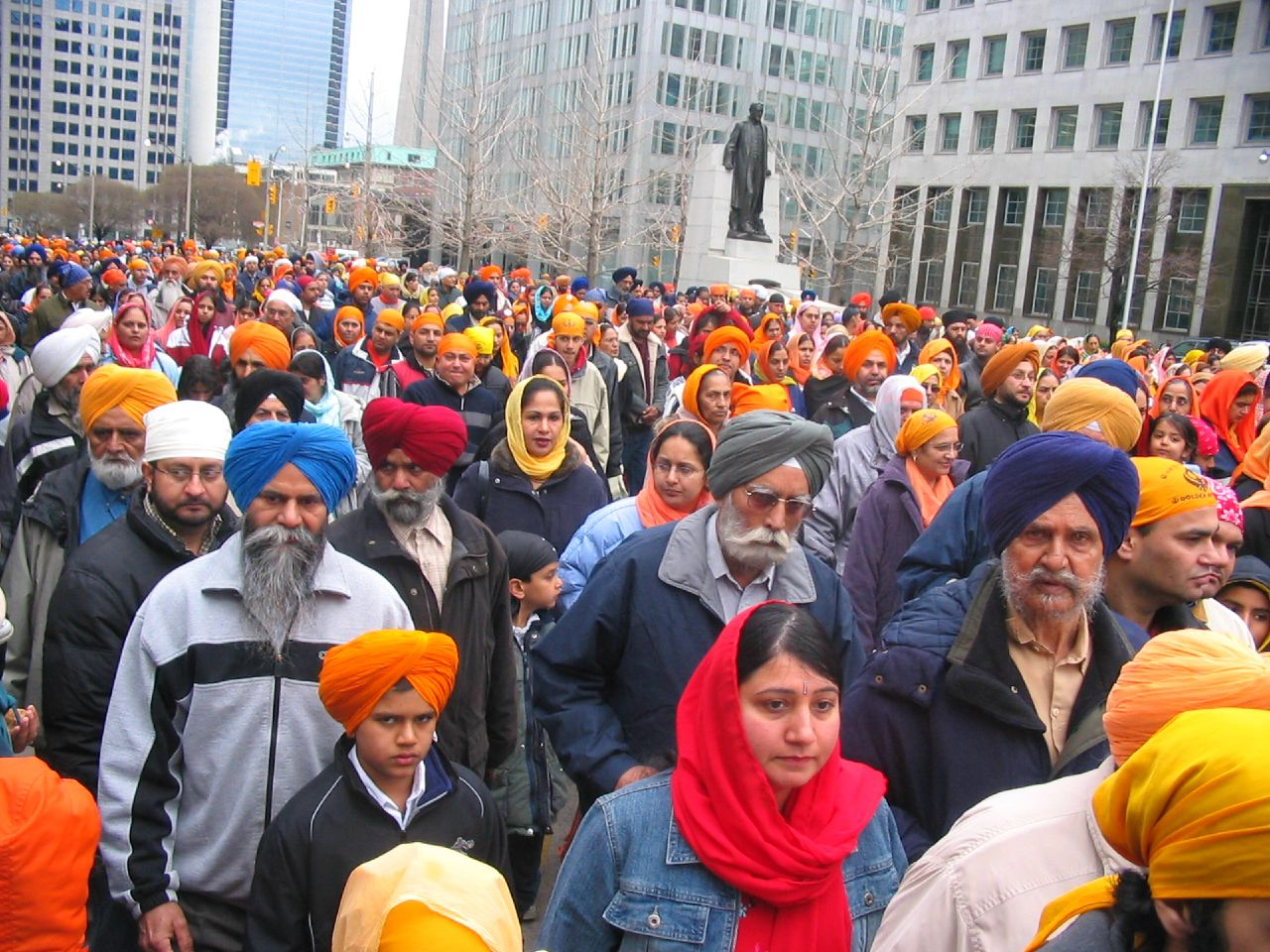
Sikhs zelebrieren ihr traditionelles Neujahrsfest in Toronto, 2005

Erst Anfang der 1990er Jahre beruhigte sich die Lage im Punjab. Seither wechselte die Regierung im Punjab regelmäßig, wobei die Akali Dal dominiert. Bei der ersten Wahl im neuen Jahrtausend löst die Kongresspartei die Akali Dal im Punjab ab. 2007 gewann die Akali Dal die Wahlen im Bundesstaat. Der renommierte Ökonom Manmohan Singh, der den wirtschaftlichen Reformprozess Indiens entscheidend mitprägte, wurde 2004 als erster Sikh zum Ministerpräsidenten Indiens ernannt.

## Wahrnehmungen und Missverständnisse

### Verwechslung mit anderen Religionen
Der Sikhismus wird oft als Variante des Hinduismus angesehen. Aufgrund ihrer Kopfbedeckung werden Sikhs manchmal mit Muslimen verwechselt.

### Hintergrund
Die öffentliche Darstellung der Sikh-Religion wird von ihren Anhängern zuweilen als irreführend empfunden. Die Sekundärliteratur beruht zum Teil auf historisch zweifelhaften Quellen. Außerdem führt die Reproduktion von verfestigten Fehldarstellungen und -übersetzungen zu falschen Darstellungen. Nur wenige Bücher und Internetseiten beruhen auf einem quellenkritischen Ansatz und den ursprünglichen schriftlichen Niederlegungen der Gurus. Dies liegt nicht zuletzt an der Sprachbarriere. Die sprachlichen Feinheiten und die Metaphern des Guru Granth Sahib sind ohne Hintergrundwissen nicht angemessen zu verstehen. Analysen von Lexikonbeiträgen und Internettexten, Publikationen und Übersetzungen zeigen, dass nach wie vor verfälschende Auslegungen des Guru Granth Sahib kursieren, die auf ethnozentristische Interpretationen durch westliche Wissenschaftler und brahmanische Gelehrte seit dem 19. Jahrhundert zurückgehen.

### Zu den Ursprüngen des Sikhismus
Einige Lexikabeiträge und Publikationen sehen die Ursprünge des Sikhismus in der Bhakti-Bewegung, dem Sufismus, dem Sant Mat oder dem Vishnuismus. Andere gehen davon aus, dass Guru Nanak und seine Nachfolger einen Synkretismus aus hinduistischen und islamischen Traditionen begründeten. Diese Sicht wurde vor allem durch westliche Orientalisten und brahmanische Gelehrte im 19. und 20. Jahrhundert etabliert.
Die Gurus sowie ihre Anhänger sahen sich jedoch als keiner der damaligen religiösen Bewegungen zugehörig an. Die Gurus sowie Zeitgenossen, die in der Gemeinschaft der Gurus lebten und darüber schrieben, wie z. B. Bhai Gurdas, betonen dies in ihren Schriften explizit. Auch heutige Sikhs sehen sich als Anhänger einer eigenständigen, religiös orientierten Lebensweise.

### Zu den Sikhs als „Kriegerkaste“

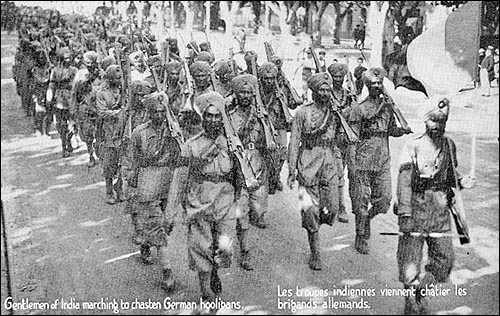
Sikh-Regiment im Ersten Weltkrieg in Frankreich

In anderen Darstellungen werden Sikhs als Anhänger oder Mitglieder einer „Kriegerkaste“ angesehen. Diese Kategorisierung wurde ebenfalls von Orientalisten geprägt und später von Hindu-Nationalisten in den 1990er Jahren aufgenommen.
Eine Analyse der historischen Dokumente zeigt, dass die Gurus und ihre Anhänger sich explizit gegen Gewaltanwendung aus aggressiven Motiven heraus aussprechen. Gleichwohl nahmen Sikhs im Verlaufe der Geschichte an zahlreichen kriegerischen Auseinandersetzungen teil und sahen das Recht auf Selbstverteidigung als menschliches Grundrecht an.
Am Ende des 19. Jahrhunderts kam es zu einer Neuinterpretation. Bestimmte Eliten der breiteren Sikhströmung begannen ein Selbstverständnis zu entwickeln und sich vom Islam und Hinduismus abzugrenzen.
Während der britischen Kolonialzeit, insbesondere in der Hochphase des europäischen Imperialismus im 19. Jahrhundert, teilten die britischen Kolonialherren die Völker Britisch-Indiens in „kriegerische“ und „nicht-kriegerische“ Völker ein. Zu den ersteren, den martial races, zählten vor allem Ethnien Nordindiens, wie die Gebirgsvölker des Himalaya (nepalesische Gurkhas), aber auch die Sikhs, während weiter südlich lebende Ethnien, wie die Bengalen und Tamilen, in einer rassistisch gefärbten Sichtweise als weich und für den Kriegsdienst weitgehend ungeeignet angesehen wurden. Dementsprechend rekrutierte sich die Armee Britisch-Indiens ganz überwiegend aus den erstgenannten Völkerschaften. Sikhs stellten einen ganz überproportional großen Anteil an den Soldaten und Offizieren der Armee Britisch-Indiens (im Jahr 1894 18 %, 1914 sogar 30 %). Noch heute stellen Sikhs etwa 10–15 % des Personals der Indischen Streitkräfte und 20 % des Offizierskorps.

### Religion oder Nation
Nation kann sich über Sprache, Ethnie, Kultur, Regierung und anderes definieren. 
Im Sikhismus sind Religion und Nation untrennbar verbunden. Allerdings driften in Indien die Selbstwahrnehmung der Sikhs und die Wahrnehmung der übrigen Inder auseinander. Während die Sikhs seit dem 19. Jahrhundert für sich eine mit ihrer Religion verbundene nationale Identität propagieren, werden sie von der indischen Mehrheitsbevölkerung zwar als eigene Religion, jedoch nicht als Nation angesehen.

### Sikhs in der Forschung
Was die Forschung über die Sikhs betrifft, lassen sich verschiedene Felder und Beteiligte am Diskurs über die Sikhs erkennen.
Ein Problem am Diskurs ist, dass es keine strikte Trennung von bestimmten Sphären gibt. Sowohl in der Sphäre der Beteiligten als auch an den Orten der geführten Diskussionen wird nicht immer konsequent getrennt zwischen religiösen und säkularen Positionen. So vermischen sich häufig „orthodoxe“ Sikh-Positionen mit akademischer Forschung; teilweise spielt sogar die Politik in den Diskurs hinein.
Diese teilweise stattfindende Vermischung wird von den Beteiligten der Diskussion allerdings nicht öffentlich kommuniziert oder eingestanden.
Beispielhaft kann hier Arvind-Pal Mandair erwähnt werden. Der Autor, der über Sikhismus, Sikh-Verständnis und ähnliche Themen schreibt, versucht einerseits herauszustellen, welche historischen Gegebenheiten zum heutigen Verständnis und Selbstverständnis der Sikhs beigetragen haben. Hierbei kommuniziert er auch die Ausformungsprozesse und die Historisierung, die besonders in der Kolonialzeit zur Herausbildung der Sikh-Identität geführt haben.
Andererseits spannt er immer wieder einen Bogen zur postulierten Kontingenz der „Geschichte“ der Sikhs, die auf den ersten Guru Nanak zurückgeht.
Die Vermischung, die bei Mandair stattfindet, gründet wohl auf einerseits akademischem Interesse und Forschung, andererseits auf der Tatsache, dass Mandair selbst Sikh ist.
Dieses Beispiel ermöglicht noch einmal einen vergleichenden Hinweis auf die Identitätsfrage, in der keine klare Trennung zwischen Religion und Nation stattfindet.
Dieses Problem ist allerdings nicht Sikh-spezifisch, sondern findet sich in allen Konzepten von Nationalismus und Religion.

### Naam oder Shabd
Im Sikhismus bedeutet Naam oder Shabd die durch sich selbst wirkende Kraft, die alles erschaffende und alles durchdringende Gotteskraft. Im christlichen Glauben wird eine solche schöpferische Kraft als „das heilige Wort“ („Im Anfang war das Wort, / und das Wort war bei Gott, / und das Wort war Gott.“ (Joh 1,1 )) bezeichnet. Im Hinduismus entspricht diese Kraft Nad oder Akashvani (Himmelsstimme). Unter den muslimischen Sufis ist sie als Sultan-ul-azkar („König des Gebets“) bekannt.